# Маренго (Айова)
Маренго (англ. Marengo) — місто (англ. city) в США, в окрузі Айова штату Айова. Населення — 2435 осіб (2020).

## Географія
Маренго розташоване за координатами 41°47′48″ пн. ш. 92°4′5″ зх. д. / 41.79667° пн. ш. 92.06806° зх. д. (41.796666, -92.068052).  За даними Бюро перепису населення США в 2010 році місто мало площу 5,54 км², з яких 5,38 км² — суходіл та 0,16 км² — водойми.

## Демографія
Згідно з переписом 2010 року, у місті мешкало 2528 осіб у 1059 домогосподарствах у складі 648 родин. Густота населення становила 456 осіб/км².  Було 1154 помешкання (208/км²).
Расовий склад населення:
| - 97,3 % — білих - 0,6 % — корінних американців - 0,6 % — чорних або афроамериканців - 0,4 % — азіатів |

До двох чи більше рас належало 0,7 %. Частка іспаномовних становила 2,8 % від усіх жителів.
За віковим діапазоном населення розподілялося таким чином: 24,9 % — особи молодші 18 років, 57,0 % — особи у віці 18—64 років, 18,1 % — особи у віці 65 років та старші. Медіана віку мешканця становила 41,0 року. На 100 осіб жіночої статі у місті припадало 92,1 чоловіків;  на 100 жінок у віці від 18 років та старших — 88,1 чоловіків також старших 18 років.
Середній дохід на одне домашнє господарство  становив 56 571 долар США (медіана — 44 045), а середній дохід на одну сім'ю — 62 769 доларів (медіана — 60 236). Медіана доходів становила 38 947 доларів для чоловіків та 30 469 доларів для жінок. За межею бідності перебувало 14,8 % осіб, у тому числі 22,3 % дітей у віці до 18 років та 8,0 % осіб у віці 65 років та старших.
Цивільне працевлаштоване населення становило 1301 осіб. Основні галузі зайнятості: виробництво — 26,0 %, освіта, охорона здоров'я та соціальна допомога — 25,9 %, роздрібна торгівля — 17,1 %.